# Édgar Benítez
Édgar Milciades Benítez Santander (Repatriación, 8 november 1987) is een Paraguayaans-Mexicaans voetballer die doorgaans speelt als spits. In februari 2025 verruilde hij César Vallejo voor Rubio Ñu. Benítez maakte in 2008 zijn debuut in het Paraguayaans voetbalelftal.

## Clubcarrière
Benítez begon zijn carrière in 2005 bij Club Libertad, waarmee hij in zijn eerste seizoen landskampioen wist te worden. Hij werd in 2008 verhuurd aan Sol de América, waar hij eenentwintig doelpunten wist te maken. In 2009 verkaste de aanvaller naar het Mexicaanse Pachuca, waar hij voornamelijk een reservespeler was. Om die reden werd hij verhuurd aan Cerro Porteño en Deportivo Toluca. Die laatste club besloot hem in 2013 ook definitief over te nemen. Voor Toluca maakte Benítez meer dan honderd wedstrijden in de Mexicaanse competitie; in de zomer van 2015 tekende hij een contract bij Querétaro. Na drie seizoenen keerde Benítez terug naar de club waar hij zijn loopbaan begonnen was, Club Libertad. Via Guaraní en Sportivo Luqueño kwam Benítez in de zomer van 2021 terecht bij Alianza Lima. In februari 2023 tekende hij voor General Caballero. Later dat jaar verkaste hij naar César Vallejo. Rubio Ñu nam hem in februari 2025 over.

## Interlandcarrière
Benítez debuteerde in het Paraguayaans voetbalelftal op 12 augustus 2009. Op die dag werd een vriendschappelijke wedstrijd tegen Zuid-Korea met 1–0 verloren. De aanvaller begon in de basis en werd in de tweede helft gewisseld voor Marcelo Estigarribia. Benítez was tevens met Paraguay actief op het WK 2010 in Zuid-Afrika; hier speelde hij mee tijdens de wedstrijden tegen Nieuw-Zeeland en Japan.